# Canthylidia semiochrea
Canthylidia semiochrea là một loài bướm đêm trong họ Noctuidae.